# Егоровка (Омская область)
Его́ровка — село в Тарском районе Омской области России. Административный центр Егоровского сельского поселения.

## История
В 1928 году село состояло из 51 хозяйства, основное население — белоруссы. В административном отношении являлась центром Егоровского сельсовета Екатерининского района Тарского округа Сибирского края.

## Население
| 1926 | 2002 | 2010 |
| ---- | ---- | ---- |
| 305  | ↗332 | ↘263 |

## Улицы
| - ул. Молодёжная, - ул. Новая, - ул. Центральная, - ул. Школьная, | - пер. 1-й, - пер. 2-й, - пер. 3-й. |